# Diocese de Hamilton
A Diocese de Hamilton (Dioecesis Hamiltonensis) é uma diocese localizada na cidade de Hamilton, na província de Ontário, pertencente a Arquidiocese de Toronto no Canadá. Foi fundada em 1856 pelo Papa Pio IX. Com uma população católica de 658.690 habitantes, sendo 28,5% da população total, possui 146 paróquias com dados de 2018.

## História
Em 29 de fevereiro de 1856 o Papa Pio IX cria a Diocese de Hamilton a partir do território da então Diocese de Toronto, futura arquidiocese. Em 1958 a diocese perde território para a formação da Diocese de Saint Catharines.

## Lista de bispos
A seguir uma lista de bispos desde a criação da diocese em 1856.
|                    | Nome                         | Período            | Notas                             |
| Bispos de Hamilton | Bispos de Hamilton           | Bispos de Hamilton | Bispos de Hamilton                |
| ------------------ | ---------------------------- | ------------------ | --------------------------------- |
| 9º                 | David Douglas Crosby, O.M.I. | 2010 -             |                                   |
| 8º                 | Anthony Frederick Tonnos     | 1984 - 2010        |                                   |
| 7º                 | Paul Francis Reding          | 1973 - 1983        | Faleceu no cargo                  |
| 6º                 | Joseph Francis Ryan          | 1937 - 1973        |                                   |
| 5º                 | John Thomas McNally          | 1924 - 1937        | Nomeado arcebispo de Halifax      |
| 4º                 | Thomas Joseph Dowling        | 1889 - 1924        | Faleceu no cargo                  |
| 3º                 | James Joseph Carbery, O.P.   | 1883 - 1887        | Faleceu no cargo                  |
| 2º                 | Peter Francis Crinnon        | 1874 - 1882        | Faleceu no cargo                  |
| 1º                 | John Farrel                  | 1856 - 1873        | Faleceu no cargo                  |
| Bispos auxiliares  |                              |                    |                                   |
| 7º                 | Wayne Lawrence Lobsinger     | 2020 -             |                                   |
| 6º                 | Daniel Joseph Miehm          | 2013 - 2017        | Nomeado bispo de Peterborough     |
| 5º                 | Gerard Paul Bergie           | 2005 - 2010        | Nomeado bispo de Saint Catharines |
| 4º                 | Matthew Francis Ustrzycki    | 1985 - 2017        |                                   |
| 3º                 | Anthony Frederick Tonnos     | 1982 - 1983        | Nomeado bispo dessa diocese       |
| 2º                 | James Hector MacDonald       | 1978 - 1982        | Nomeado bispo de Charlottetown    |
| 1º                 | Paul Francis Reding          | 1966 - 1973        | Nomeado bispo dessa diocese       |